# Xuân Sơn, Thành phố Hồ Chí Minh
Xuân Sơn là một xã thuộc Thành phố Hồ Chí Minh, Việt Nam.

## Địa lý
Xã Xuân Sơn nằm ở phía đông huyện Châu Đức, có vị trí địa lý:
- Phía đông giáp xã Sơn Bình
- Phía tây giáp xã Bình Trung
- Phía nam giáp các xã Suối Rao và Đá Bạc
- Phía bắc giáp các xã Quảng Thành và Sơn Bình.

Xã có diện tích 17,11 km², dân số năm 1999 là 9.117 người, mật độ dân số đạt 533 người/km².

## Lịch sử
Sau năm 1975, Xuân Sơn là một xã thuộc huyện Châu Thành cũ.
Ngày 2 tháng 6 năm 1994, xã Xuân Sơn thuộc huyện Châu Đức mới thành lập.
Ngày 23 tháng 7 năm 1999, Chính phủ ban hành Nghị định số 57/1999/NĐ-CP. Theo đó, thành lập xã Sơn Bình trên cơ sở 2.289 ha diện tích tự nhiên và 9.313 người của xã Xuân Sơn.
Sau khi điều chỉnh địa giới hành chính, xã Xuân Sơn còn lại 1.711 ha diện tích tự nhiên và 11.000 người.